# Ali Hissein Mahamat
Ali Hissein Mahamat (* 5. Januar 2000) ist ein tschadischer Leichtathlet, der sich auf den Langstreckenlauf spezialisiert hat.

## Sportliche Laufbahn
Erste Erfahrungen bei internationalen Meisterschaften sammelte Ali Hissein Mahamat im Jahr 2018, als er bei den U20-Weltmeisterschaften in Tampere mit 30:55,29 min auf Rang 16 im 10.000-Meter-Lauf gelangte. Im Jahr darauf belegte er bei den Juniorenafrikameisterschaften in Abidjan in 13:55,60 min den siebten Platz über 5000 Meter und gelangte anschließend bei den Afrikaspielen in Rabat mit 14:47,21 min auf Rang 22. 

## Persönliche Bestleistungen
- 3000 Meter: 8:15,57 min, 28. Juni 2019 in Nembro (tschadischer Rekord)
- 5000 Meter: 13:55,60 min, 16. April 2019 in Abidjan (tschadischer Rekord)
- 10.000 Meter: 30:41,45 min, 12. Mai 2018 in Ferrara